# 核電気共鳴
核電気共鳴（かくでんききょうめい、英: nuclear electric resonance、NER）とは量子力学の現象。

## 概略
磁場を発生させずに、電場によって単一の原子核の磁極を制御できる。局所的な領域での磁極の制御が可能になるため機器の小型軽量化が期待される。1961年にノーベル物理学賞受賞者であるニコラス・ブルームバーゲンによって予想されていた物理現象だった。日本の研究チームも独自に研究を進めていた。2020年にニューサウスウェールズ大学のアンドレア・モレロの研究チームによって実験的に確認された。

## 応用
- 量子コンピュータ
- 核電気共鳴顕微鏡